# クレメンス・ヘルスベルク
クレメンス・ヘルスベルク（ドイツ語: Clemens Hellsberg、1952年3月28日 - ）は、オーストリア・リンツ出身のヴァイオリニスト。ウィーン・フィルハーモニー管弦楽団の楽団長を17年間にわたって務めた。

## 経歴
1952年3月28日、オーストリア・リンツにて誕生。父オイゲン・ヘルスベルクにヴァイオリンの手ほどきを受ける。ウィーン国立音楽大学に入学しヴァイオリンを専攻、そのかたわらウィーン大学で音楽学を専攻した。
1976年、ウィーン国立歌劇場管弦楽団の第2ヴァイオリン奏者となる（翌1977年には第1ヴァイオリン奏者に）。1980年、ウィーン・フィルハーモニー管弦楽団のメンバーとなり、1997年に同楽団の楽団長に就任した。1979年からウィーン・フィルの文書保管所の委員を務め、音楽に関する数多くの記事を発表している。
2014年9月、幹部刷新にともなって62歳で楽団長を退任した。勇退の理由については、「楽団にいる間に次の世代に引き継ぎたかったのです。ウィーンフィルでの最後の3年間（65歳が定年）は、ひとりの音楽家として迎えたかったことも大きいですね」と語っている。